# Велоспорт на літніх Олімпійських іграх 2020 — медісон (чоловіки)
Змагання з медісону серед чоловіків на літніх Олімпійських іграх 2020 відбулися 7 серпня 2021 року на велодромі Ідзу. Змагатиця 32 велосипедисти (16 команд по 2) з 16 країн.

## Передісторія
Це була четверта поява цієї дисципліни на Олімпійських іграх. Її проводили з 2000 по 2008 рік, а в 2012 і 2016 роках була перерва через відсутність жіночого відповідника. 2020 року дисципліна повертається з жіночим відповідником.
Чинні олімпійські чемпіони (2008 року) - Хуан Естебан Куручет та Вальтер Перес з Аргентини. Чинні чемпіони світу  (2020 року) - Лассе Норман Гансен та Міхаель Меркев з Данії.

## Кваліфікація
Національний олімпійський комітет (НОК) міг виставити на змагання з медісону щонайбільше 1 команду з 2 велосипедистів. Квоти одержує НОК, який сам вибирає велосипедистів, що візьмуть участь у змаганнях. Всі квоти розподілено відповідно до світового рейтингу UCI за країнами за 2018-2020 роки. Команди вісьмох НОК з найвищим рейтингом у командній гонці переслідування автоматично кваліфікувались і в медісоні. 8 НОК з найвищим рейтингом у медісоні (серед тих, що ще не кваліфікувались у командному переслідуванні) також здобули право на участь у змаганнях. НОК, що безпосередньо кваліфікувались у медісоні, отримали також по 1 квоті в омніумі. Оскільки кваліфікація завершилась до закінчення Чемпіонату світу з велоспорту на треку 2020 1 березня 2020 року (останнє змагання, що могло змінити рейтинг 2018-20 років), то пандемія COVID-19 на кваліфікацію не вплинула.

## Формат змагань
Гонка в Медісоні - це tag team points race, у якій беруть участь одночасно всі 16 команд. У будь-яку мить на треку перебувають по одному велосипедисту від кожної команди; учасники команди можуть у будь-яку мить міняти один-одного торкнувшись (наприклад поштовхом чи рукостисканням). Дистанція - 200 кіл (50 км). Команди набирають очки двома способами: обігнавши інших учасників на коло та вигравши спринт. Команда, що обганяє інші команди на коло, заробляє 20 очок, а та, що відстає на коло, втрачає 20 очок. Кожне 10-те коло - спринт, переможець якого заробляє 5 очок, другий - 3 очка, третій - 2 очки і четвертий - 1 очко. Під час фінального спринту кількість цих очок подвоюються. Змагання відбуваються за один раунд .

## Розклад
Змагання в цій дисципліні відбуваються впродовж одного дня.
| З | Попередні заїзди | ЧФ | Чвертьфінали | ПФ | Півфінали | Ф | Фінали |

| Дата →             | 2 сер | 2 сер | 2 сер | 3 сер | 3 сер | 3 сер | 4 сер | 5 сер | 5 сер | 5 сер | 5 сер | 6 сер | 6 сер | 7 сер | 7 сер | 8 сер | 8 сер | 8 сер | 8 сер |
| ------------------ | ----- | ----- | ----- | ----- | ----- | ----- | ----- | ----- | ----- | ----- | ----- | ----- | ----- | ----- | ----- | ----- | ----- | ----- | ----- |
| Медісон (чоловіки) |       |       |       |       |       |       |       |       |       |       |       |       |       | Ф     | Ф     |       |       |       |       |

## Результати
| Місце | Велогонщик                         | Країна                | Спринт | Спринт | Спринт | Спринт | Спринт | Спринт | Спринт | Спринт | Спринт | Спринт | Спринт | Спринт | Спринт | Спринт | Спринт | Спринт | Спринт | Спринт | Спринт | Спринт | Кола | Кола | Порядок фінішу | Загалом |   |
| Місце | Велогонщик                         | Країна                | 1      | 2      | 3      | 4      | 5      | 6      | 7      | 8      | 9      | 10     | 11     | 12     | 13     | 14     | 15     | 16     | 17     | 18     | 19     | 20     | +    | −    | Порядок фінішу | Загалом |   |
| ----- | ---------------------------------- | --------------------- | ------ | ------ | ------ | ------ | ------ | ------ | ------ | ------ | ------ | ------ | ------ | ------ | ------ | ------ | ------ | ------ | ------ | ------ | ------ | ------ | ---- | ---- | -------------- | ------- | - |
| 1     | Лассе Норман Гансен Міхаель Меркев | Данія (DEN)           |        | 3      |        | 3      |        | 5      | 3      |        |        | 5      | 3      | 3      | 2      | 1      | 5      | 3      |        | 3      | 2      | 2      |      |      | 4              | 43      |   |
| 2     | Етан Гейтер Метью Воллс            | Велика Британія (GBR) | 3      | 2      | 5      |        | 3      | 2      |        |        | 3      | 2      | 2      | 1      | 1      |        | 2      |        |        | 1      | 3      | 10     |      |      | 1              | 40      | w |
| 3     | Бенжамін Тома Донаван Гронден      | Франція (FRA)         | 5      | 5      |        |        | 1      |        |        | 3      |        |        | 5      | 5      | 5      | 3      |        | 1      | 2      |        | 1      | 4      |      |      | 3              | 40      |   |
| 4     | Кенні Де Кетеле Роббе Гіс          | Бельгія (BEL)         |        |        |        | 1      | 5      |        |        | 5      |        |        |        |        | 3      | 2      |        |        |        | 5      | 5      | 6      |      |      | 2              | 32      |   |
| 5     | Йоері Гавік Жан-Віллем ван Схіп    | Нідерланди (NED)      | 2      |        |        | 5      | 2      | 1      |        | 2      | 1      | 1      |        | 2      |        |        | 1      |        |        |        |        |        |      |      | 6              | 17      |   |
| 6     | Себастьян Мора Альберт Торрес      | Іспанія (ESP)         |        |        | 2      |        |        |        | 1      |        | 2      |        |        |        |        |        |        | 2      | 5      | 2      |        |        |      |      | 5              | 14      |   |
| 7     | Робін Фройдево Тері Шир            | Швейцарія (SUI)       |        |        |        |        |        |        | 2      |        |        |        | 1      |        |        |        |        | 5      |        |        |        |        |      |      | 7              | 8       |   |
| 8     | Шимон Сайнок Даніель Станішевський | Польща (POL)          |        |        |        |        |        |        |        |        |        |        |        |        |        |        |        |        |        |        |        |        |      |      | 10             | 0       |   |
| 9     | Роґер Клюґе Тео Рейнхардт          | Німеччина (GER)       |        |        |        | 2      |        | 3      |        | 1      |        |        |        |        |        | 5      | 3      |        |        |        |        |        |      | 20   | 9              | –6      |   |
| 10    | Сімоне Консонні Елія Вівіані       | Італія (ITA)          | 1      | 1      |        |        |        |        | 5      |        |        | 3      |        |        |        |        |        |        | 1      |        |        |        |      | 20   | 11             | –9      |   |
| 11    | Кемпбелл Стюарт Корбін Стронґ      | Нова Зеландія (NZL)   |        |        |        |        |        |        |        |        |        |        |        |        |        |        |        |        | 3      |        |        |        |      | 20   | 8              | –17     |   |
| 12    | Келланд О'Браєн Лей Говард         | Австралія (AUS)       |        |        | 3      |        |        |        |        |        |        |        |        |        |        |        |        |        |        |        |        |        |      | 20   | DNF            | –       |   |
| 12    | Adrian Hegyvary Ґевін Гувер        | США (USA)             |        |        | 1      |        |        |        |        |        | 5      |        |        |        |        |        |        |        |        |        |        |        |      |      | DNF            | –       |   |
| 12    | Андреас Ґраф Андреас Мюллер        | Австрія (AUT)         |        |        |        |        |        |        |        |        |        |        |        |        |        |        |        |        |        |        |        |        |      | 20   | DNF            | –       |   |
| 12    | Марк Доуні Фелікс Інгліш           | Ірландія (IRL)        |        |        |        |        |        |        |        |        |        |        |        |        |        |        |        |        |        |        |        |        |      | 40   | DNF            | –       |   |
| 12    | Майкл Фоулі Дерек Джі              | Канада (CAN)          |        |        |        |        |        |        |        |        |        |        |        |        |        |        |        |        |        |        |        |        |      | 20   | DNF            | –       |   |